# Skotselv
Skotselv este o localitate din comuna Øvre Eiker și Modum, provincia Buskerud, Norvegia, cu o suprafață de 0,73 km² și o populație de 710 locuitori (2013).